# Nielles-lès-Ardres
Nielles-lès-Ardres é uma comuna francesa na região administrativa de Altos da França, no departamento de Pas-de-Calais. Estende-se por uma área de 4,48 km². Em 2010 a comuna tinha 583 habitantes (densidade: 130,1 hab./km²).